# Марієндфельдська волость
Марієндфельдська волость — адміністративно-територіальна одиниця Дніпровського повіту Таврійської губернії з центром у колонії Марієнфельд.
Станом на 1886 рік складалася з 4 поселень, 3 сільських громад. Населення — 803 особи (400 чоловічої статі та 403 — жіночої), 128 дворових господарств.
|                     | Площа, десятин | У тому числі орної, дес. |
| ------------------- | -------------- | ------------------------ |
| Сільських громад    | —              | —                        |
| Приватної власності | 14546          | 6182                     |
| Іншої власності     | —              | —                        |
| Загалом             | 14546          | 6182                     |

Найбільші поселення волості:
- Марієнфельд — колонія німців за 105 верст від повітового міста, 491 особа, 75 дворів, молитовний будинок, школа, лавка, 3 винних погріба.
- Нейкарлсруе — колонія німців, 236 осіб, 41 двір, молитовний будинок, школа.
- Нейкрон — колонія німців, 69 осіб, 11 дворів, молитовний будинок, школа.

7 (20) листопада 1917 року, відповідно до Третього Універсалу Української Центральної Ради, увійшла до складу Української Народної Республіки.